# アビブ・チャム

アビブ・チャム

アビブ・チャム（Habib Thiam、1933年1月21日 - 2017年6月26日）は、セネガル共和国の政治家。
セネガル共和国の首相を2度務めた（1981年1月1日 - 1983年4月3日、1991年4月8日-1998年7月3日）。
また、セネガル国民議会議長も務めた（1983年 - 1984年）。
2017年6月26日に84歳で死去。
| 先代 アブドゥ・ディウフ | セネガルの首相 1981年1月1日 – 1983年4月3日 | 次代 ムスタファ・ニアス     |
| 先代 空席               | セネガルの首相 1991年4月8日 – 1998年7月3日 | 次代 ママドゥ・ラミン・ルム |